# دوره متوسطه اول

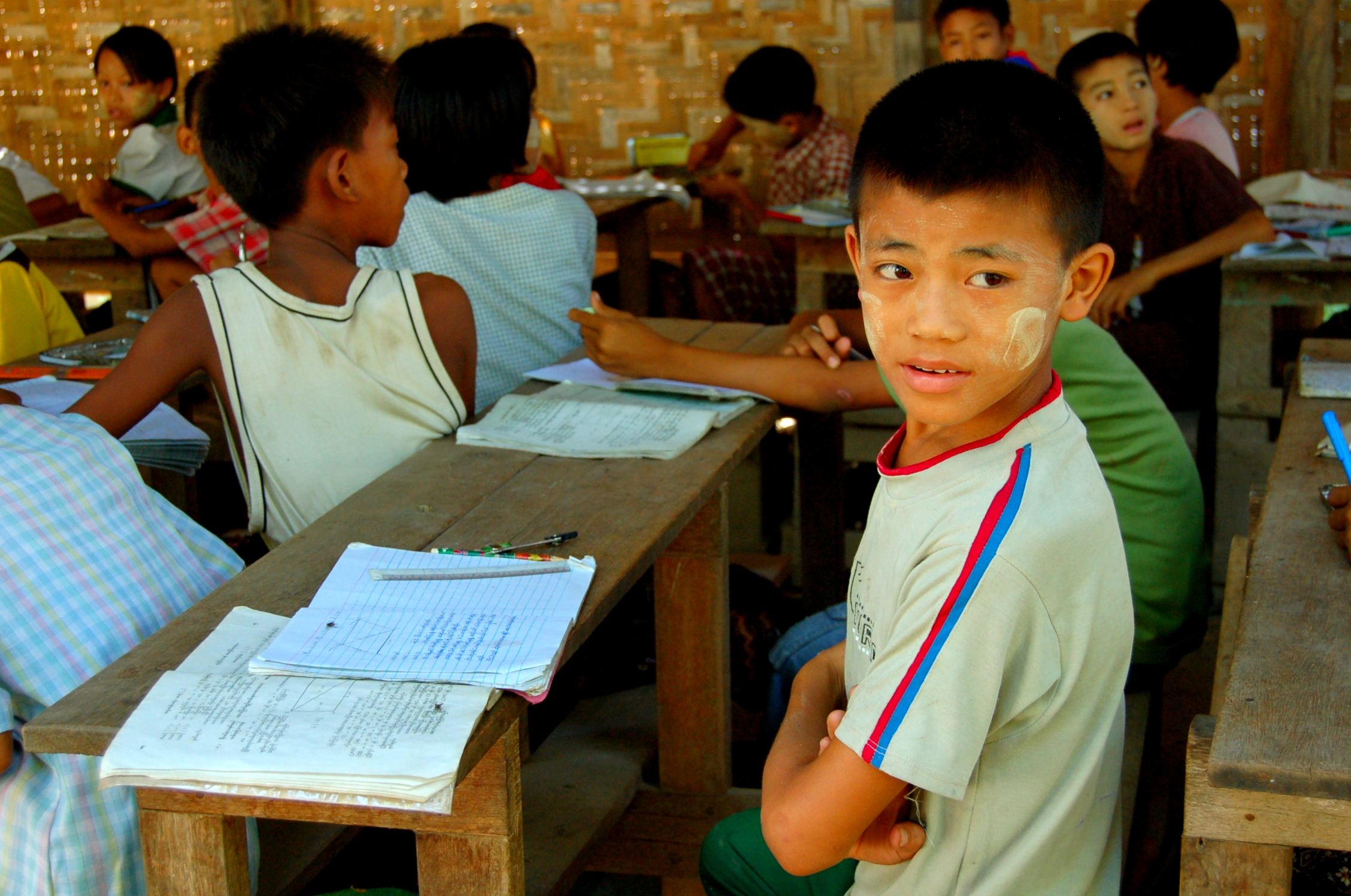
دورهٔ متوسطهٔ اول

دورهٔ متوسطهٔ اول (به انگلیسی: Middle school) (در آمریکا) یا (به انگلیسی: Lower secondary school) (در انگلستان)، در مدرسه‌های ایران به دورهٔ سه‌ساله‌ بین دوره ابتدایی و دوره متوسطه دوم گفته می‌شود. این دوره در قدیم راهنمایی نامیده می‌شد. پس از اتمام این دورهٔ سه‌سالهٔ تحصیلی به دانش‌آموزان یک مدرک تحصیلی ارائه می شود که در فرهنگ عامیانه به آن سیکل می‌گویند.
سه سال این دوره به ترتیب کلاس اول راهنمایی ، کلاس دوم راهنمایی و کلاس سوم راهنمایی نام داشت. ولی در سال ۱۳۹۲  نظام جدید آموزشی کشور  تغییر یافت، دورهٔ پنج‌ساله دبستان (ابتدایی) به یک دورهٔ شش‌ساله تبدیل شد و نیز سه سال راهنمایی و چهار سال دبیرستان ادغام شدند و آنها نیز تبدیل به یک دورهٔ شش‌ساله به‌نام متوسطه تبدیل شدند و پیش دانشگاهی که همان سال چهارم دبیرستان بود حذف گردید، اولین سال تحصیلی این دورهٔ جدید در مهرماه سال ۱۳۹۲ آغاز شد.
همان‌طور که پیشتر گفته شد، واژه سیکل در قدیم نامی عامیانه و غیررسمی برای اشاره به اتمام دوره راهنمایی یا پایان دوره متوسطه اول بود. که یک درجه پائین‌تر از مدرک دیپلم به‌شمار می‌رفت.
لازم است ذکر شود که دوره متوسطهٔ اول با دورهٔ راهنمایی در نظام قدیم آموزشی از لحاظ پایهٔ تحصیلی یک سال اختلاف دارد. هر چند هر دو از سه‌پایه تشکیل شده‌اند اما متوسطهٔ اول از هفتمین سال و دورهٔ راهنمایی از سال ششم آموزش آغاز می‌شود؛

## تغییرات جدید
از جمله تغییرات مهم در کتاب‌های درسی این مقطع می‌توان به موارد زیر اشاره نمود:
1. یک‌جا کردن کتاب‌های تاریخ، جغرافیا و تعلیمات اجتماعی راهنمایی سابق در یک کتاب تحت عنوان مطالعات اجتماعی.
2. تغییر محتوا و نام کتاب فرهنگ اسلامی و تعلیمات دینی به کتاب پیام‌های آسمان.
3. تغییر محتوا و نام کتاب حرفه و فن به کتاب کار و فناوری و بروز کردن آن.
4. تغییرات اساسی و کلی در محتوای کتاب‌های علوم تجربی، ریاضی، فارسی و زبان انگلیسی و تالیف مجدد آنها به‌گونه‌ای که مطالب دورهٔ راهنمایی و اول دبیرستان نظام قدیم را پوشش دهد. در درس زبان انگلیسی تأکید بیشتر روی مهارت‌های شنیداری و گفتاری است و نه خوانداری و نوشتاری.
5. اعمال دستورهای رسم‌الخطی و نگارشی مصوب فرهنگستان زبان و ادب فارسی.

و چندین تغییر جزئی و بنیادین دیگر.

## تاریخچهٔ پیدایش و تکوین
تا سال ۱۳۴۴ دانش‌آموزان دورهٔ ابتدايی پس از شش سال تحصيلی به دورهٔ اول متوسطه وارد می‌شدند و در اين دوره به مدت سه سال به تحصيلات خود ادامه می‌دادند.
در طرح اصلاح نظام آموزش و پرورش ايران در سال ۱۳۴۴، دوره ابتدايی پنج سال اعلام شد و بعد از آن دوره‌ای با نام دورهٔ راهنمايی به مدت سه سال اعلام شد و از سال ۱۳۵۰ با اهداف و برنامه معينی در سراسر كشور آغاز شد.